# Heinrich von Sybel
Heinrich Karl Ludolf von Sybel (født 2. december 1817 i Düsseldorf, død 1. august 1895 i Marburg) var en tysk historiker.
Von Sybel hørte til Rankes ældste elever og virkede som universitetslærer i Marburg (fra 1845), München (1856) og Bonn (1861); 1875 udnævntes han til direktør for de preussiske statsarkiver. Han vandt sit navn ved Geschichte des ersten Kreuzzug (1841, 2. udgave 1881), hvori korstogets historie var fremstillet efter grundig kritik af kilderne, og Entstehung des deutschen Königthums (1844, 2. udgave 1881), hvori monarkiets fremståen hos germanerne forklaredes ved påvirkning fra romerne. Efter at have taget ivrig del i Tysklands forfatningskampe 1848—50 kom han til München som forkæmper for den tyske enhedsbevægelse, hvad der dog til sidst gjorde ham stillingen her uholdbar; så vendte han tilbage til Preussen og blev senere medlem af Rigsdagen. 
Også som historiker er politikken hans hovedinteresse, hvad der viser sig i hans to hovedværker: Geschichte der Revolutionszeit 1789—95 (3 bind, 1853—60), senere fortsat til 1800, 5 bind, og Die Begründung der deutschen Reichs durch Wilhelm I (7 bind, 1889-94, og oftere). I det første fremstiller han revolutionen kritisk, i stærk modsætning til den forherligelse, den havde fundet hos datidens franske historikere, og tillige fremdrager han den europæiske baggrund for revolutionens udvikling; i det andet værk, som er skrevet under nøje samarbejde med Bismarck, skildres den tyske enheds tilblivelse lige så grundig som ensidig preussisk. Von Sübel har tillige vist megen evne til at organisere; han grundlagde således 1859 Historische Zeitschrift, der stadig fortsættes, og som leder af arkivvæsenet påbegyndte han den vældige samling Publikationen aus den preussischen Staatsarchiven og udgivelsen af Frederik II's politiske korrespondance.